# Allan Ramsay (författare)

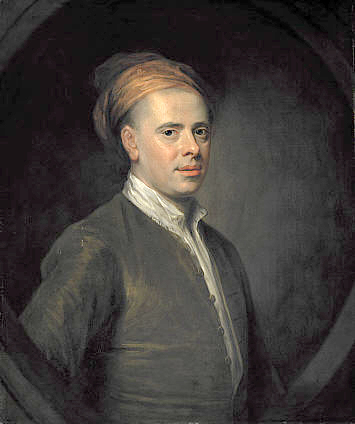
Allan Ramsay, porträtterad av William Aikman 1722.

Allan Ramsay, född den 15 oktober 1686 i Leadhills, Lanarkshire, död den 7 januari 1758 i Edinburgh, var en skotsk skald. Han var far till porträttmålaren Allan Ramsay. 
Ramsay var först perukmakare och från 1719 bokhandlare i Edinburgh samt upprättade det första lånebiblioteket i Skottland. Ramsay, som hade fått hjälplig skolbildning, intogs 1712 i en litterär klubb av jakobiter och gjorde så bekantskap med den dåtida engelska litteraturen. I halvt omedveten motsättning till Popes med fleras konventionella herdepoesi skrev Ramsay The gentle shepherd (1725), en frisk, verklighetstrogen pastoraldikt i samtalsform, innehållande präktiga skildringar av skotskt lantliv och skriven på lågskotsk munart för den på hans bekostnad upprättade skotska teatern. Denna dikt fick insteg i alla skotska bondehem och bildade genom sin levnadsglada ton en motvikt mot den stränga kyrkliga andans tryck. Liksom Ramsay genom sitt eget skaldskap beredde marken för Robert Burns, röjde han också väg för Thomas Percy genom att utge flera samlingar av äldre skotsk poesi, The tea-table miscellany (1724–1732) och The evergreen (1724 och 1727). Själv författade Ramsay dessutom smärre dikter (samlingar 1721 och 1728), bland vilka de i skämtsam ton lyckades bäst. Hans dikter utgavs bland annat 1877. En bildstod över Ramsay restes 1865 i Edinburgh. Hans levnadsteckning i Famous Scots Series skrevs av Smeaton (1896).